# ماروین پارک
ماروین پارک (زاده ۳ ژوئیه ۲۰۰۰) بازیکن فوتبال اهل اسپانیا است که در باشگاه فوتبال رئال مادرید کاستیا بازی می‌کند.

## دوران حرفه ای
وی برای اولین بار در سال ۲۰۲۰ در بازی مقابل رئال سوسیداد به میدان رفت.
اولین بار در بازی مقابل ختافه در ترکیب اصلی قرار گرفت.

## امار حرفه ای
| عملکرد    | عملکرد             | عملکرد             | لیگ       | لیگ       | جام      | جام      | قاره‌ای | قاره‌ای | دیگر | دیگر | مجموع | مجموع |
| فصل       | باشگاه             | لیگ                | بازی      | گل        | بازی     | گل       | بازی   | گل     | بازی | گل   | بازی  | گل    |
|           |                    |                    | لیگ کشوری | لیگ کشوری | جام حذفی | جام حذفی | اروپا  | اروپا  | دیگر | دیگر | مجموع | مجموع |
| --------- | ------------------ | ------------------ | --------- | --------- | -------- | -------- | ------ | ------ | ---- | ---- | ----- | ----- |
| ۲۰۱۸–۲۰۱۹ | رئال مادرید کاستیا | سگوندا دیویسیون بی | ۰         | ۰         | ۰        | ۰        | ۷      | ۱      | ۰    | ۰    | ۷     | ۱     |
| ۲۰۱۹–۲۰۲۰ | رئال مادرید کاستیا | سگوندا دیویسیون بی | ۲۶        | ۳         | ۰        | ۰        | ۷      | ۱      | ۰    | ۰    | ۳۳    | ۴     |
| ۲۰۲۰–۲۰۲۱ | رئال مادرید کاستیا | سگوندا دیویسیون بی | ۱۰        | ۱         | ۰        | ۰        | ۰      | ۰      | ۰    | ۰    | ۱۰    | ۱     |
| جمع       | جمع                | جمع                | ۳۶        | ۴         | ۰        | ۰        | ۱۴     | ۲      | ۰    | ۰    | ۵۰    | ۶     |
| ۲۰۲۰–۲۰۲۱ | رئال مادرید        | لالیگا             | ۴         | ۰         | ۰        | ۰        | ۰      | ۰      | ۰    | ۰    | ۴     | ۰     |
| مجموع     | مجموع              | مجموع              | ۴۰        | ۴         | ۰        | ۰        | ۱۴     | ۲      | ۰    | ۰    | ۵۴    | ۶     |

### آمار پاس گل
| فصل       | تیم               | پاس گل |
| --------- | ----------------- | ------ |
| ۲۰۱۸–۲۰۱۹ | رئال‌مادرید کاستیا | ۱      |
| ۲۰۱۹–۲۰۲۰ | رئال‌مادرید کاستیا | ۴      |
| ۲۰۲۰–۲۰۲۱ | رئال‌مادرید کاستیا | ۲      |
| ۲۰۲۰-۲۰۲۱ | رئال مادرید       | ۱      |
| جمع       | جمع               | ۸      |

## افتخارات
- لیگ قهرمانان جوانان اروپا: ۲۰۱۹–۲۰۲۰